# ماكس هوبر
ماكس هوبر (بالإنجليزية: Max Huber)‏ (و. 1874 – 1960 م) هو قاضي، ودبلوماسي، وأستاذ جامعي، ومحاماة، من سويسرا، ولد في زيورخ، وكان عضوًا في الأكاديمية الملكية الهولندية للفنون والعلوم، توفي في زيورخ، عن عمر يناهز 86 عاماً.

## مناصب
تولى منصب رئيس ‏، اللجنة الدولية للصليب الأحمر (1928–1944).

## التعليم
تعلم في جامعة لوزان، وجامعة زيورخ، وجامعة هومبولت في برلين.

## مناصب وهيئات
أدار جامعة زيورخ.

## جوائز وترشيحات
حصل على جوائز منها:
- وسام الاستحقاق للفنون والعلوم
- وسام الاستحقاق.

ترشح لـ:
- جائزة نوبل للسلام (1957)[9]
- جائزة نوبل للسلام (1953)[9]
- جائزة نوبل للسلام (1933)[9]
- جائزة نوبل للسلام (1927).[9]

## روابط خارجية
- ماكس هوبر على موقع مونزينجر (الألمانية)